# جزيرة إيتا
 جزيرة إيتا (بالإنجليزية Eta Island) جزيرة في القارة القطبية الجنوبية، تقع مباشرة شمال جزيرة أوميغا وهي جزء من مجموعة من الجزر يطلق عليها اسم جزر ميلشيور في أرخبيل بالمر، يبلغ طولها حوالي 1.5 ميل بحري (2.8 كـم).
تقع جزيرة إيتا في الجزء الشمالي الشرقي من مجموعة جزر ميلشيور. كانت مجموعة جزر ميلشيور يطلق عليها سابقا اسم «أيل ميلشيور» وسميت من قبل البعثة الفرنسية في أنتاركتيكا تحت قيادة جان باتيست تشاركوت سنة 1903–1905، أما اليوم فإن اسم «ميلشيور» فقط هو المستخدم لتسمية مجموعة الجزر بأكملها.
تم إجراء مسح تقريبي لجزيرة إيتا من قِبل أفراد من شركة (Discovery Investigations) في عام 1927. يعتقد أن اسم إيتا (المستمد من الحرف السابع من الأبجدية اليونانية) قد استخدم لأول مرة في مخطط حكومي أرجنتيني عام 1946 في أعقاب استطلاعات أجرتها البعثات الأرجنتينية في جزر ميلشيور في عامي 1942 و 1943.